# Haaniella erringtoniae

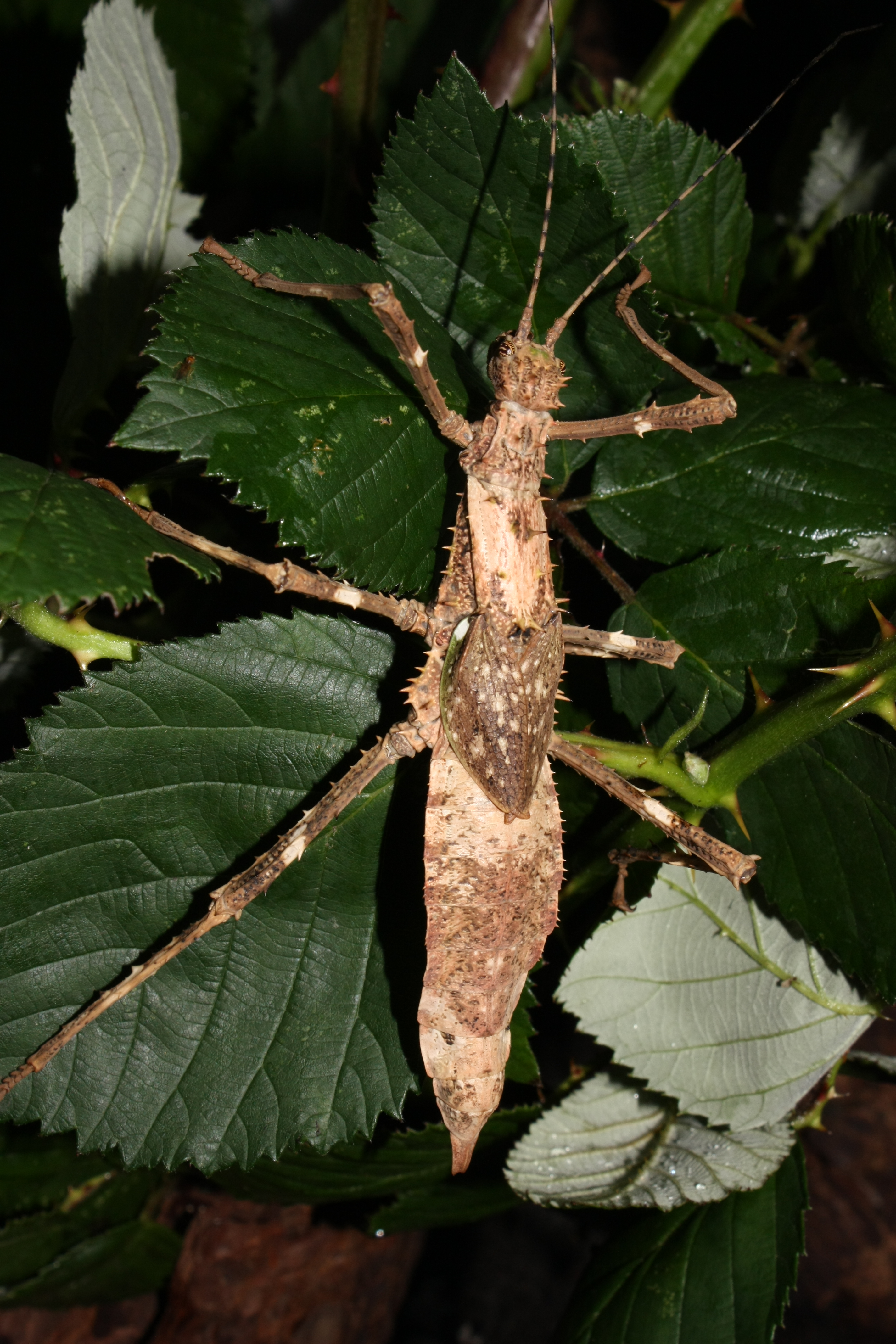
Haaniella erringtoniae, Weibchen

Haaniella erringtoniae ist eine Insektenart aus der Ordnung der Gespenstschrecken (Phasmatodea) und ein typischer Vertreter der Familie Heteropterygidae.

## Merkmale
Beide Geschlechter sind mit vielen spitzen Dornen an Körper und Beinen bewehrt. Vorder- und Hinterflügel sind stark verkürzt. Der für Gespenstschrecken typische Sexualdimorphismus ist auch bei dieser Art sehr ausgeprägt. Die schlankeren, wenig gemusterten bis einfarbig Männchen sind graubraunen bis grünlich gefärbt und werden etwa 6,5 bis 8 Zentimeter lang. Auffällig sind bei ihnen die leuchtend grünen Vorderränder der verdickten, nur gut einen Zentimeter langen Vorderflügel, die hier als Tegmina ausgebildet sind. Die kräftigeren Weibchen erreichen eine Länge von 8,5 bis 11 Zentimetern. Sie sind rotbraun und beige, oder gelegentlich auch leicht rosa gescheckt. Typisch sind die hellen Binden an den Schenkeln und zwei Reihen weißer Punkte auf der ventralen Abdomenseite. Am Hinterleibsende befindet sich der für Heteropteryginae-Arten typische schnabelförmige Legestachel, der den eigentlichen Ovipositor umgibt.

## Vorkommen und Lebensweise
Die Art ist in Malesien genauer auf der Malaiischen Halbinsel heimisch. Bei den im Westen der Insel Sumatra vorkommenden Tieren handelt es sich um Haaniella muelleri.
Tagsüber verstecken sich die Tiere in der Laubschicht des Waldbodens, wo sie aufgrund ihrer Färbung und Körperform sehr gut getarnt sind. Erst in der Dämmerung klettern sie auf Bäume und Sträucher, um an den Blättern zu fressen. Bei Gefahr sind beide Geschlechter in der Lage mit den Flügeln raschelnde Geräusche zu erzeugen (Stridulation). Außerdem drohen die Tiere dann mit erhobenem Abdomen und nach oben abgespreizten Hinterbeinen in Richtung des Angreifers. Bei weiterer Annäherung werden die Schienen der Hinterbeine schnell gegen die Schenkel geschlagen, wodurch die darauf befindlichen Dornen zu sehr effektiven Verteidigungswaffen werden.

## Fortpflanzung
Die Weibchen legen ihre Eier mit dem Legestachel einige Zentimeter tief ins Erdreich. Diese sind mit etwa 6,5 Millimeter Länge und 5,5 Millimeter Breite im Verhältnis zu den Eiern anderer Vertreter dieser Gattung nicht einmal besonders groß. Anders als bei fast allen anderen Haaniella-Arten sind sie nicht rau und beborstet, sondern glatt, wie sonst nur noch das riesige, zitronenförmige Ei von Haaniella saussurei. Auffällig ist die kreuzförmige Mikropylarplatte mit der gut sichtbaren Mikropyle im unteren Winkel des Kreuzes. Der Lebenszyklus von Haaniella erringtoniae ist in jedem Abschnitt kürzer als der anderer Arten der Gattung. Nach sechs Monaten schlüpfen die ersten Nymphen, welche nach etwa weiteren sechs Monaten adult sind.

## Systematik
Die Art wurde 1906 von Josef Redtenbacher als Heteropteryx erringtoniae beschrieben. Das Artepitheton wählte er zu Ehren ihrer Entdeckerin Madam Errington. Als Holotypus wurde ein Weibchen im Muséum national d’histoire naturelle in Paris hinterlegt. Klaus Günther überführte die Art 1944 in die Gattung Haaniella und  überstellte sie gleichzeitig als Unterart zu Haaniella muelleri. Paul D. Brock erwähnt 1995, dass er für den Status einer Unterart keinen Grund sieht und meint sie wäre ein Synonym zu Haaniella muelleri. Erst Frank H. Hennemann et al. validisieren die Art 2016 wieder, wobei Brock Mitautor der Veröffentlichung ist. Außerdem stellen sie Haaniella erringtoniae gemeinsam mit Haaniella aculeata, Haaniella glaber, Haaniella gintingi, Haaniella jacobsoni, Haaniella kerincia, Haaniella macroptera, Haaniella mecheli, Haaniella muelleri und Haaniella rosenbergii in die "muelleri"-Artengruppe. Von den genannten Arten wurde neben Haaniella erringtoniae auch Haaniella gintingi in eine 2021 veröffentlichte molekulargenetische Untersuchung eingeschlossen. Diese erwies sich als Schwesterart von Haaniella gorochovi, die einer anderen Artengruppe zugeordnet war. Beide Arten sind zwar näher mit Haaniella erringtoniae verwandt als die ebenfalls untersuchten Haaniella-Arten von Borneo, allerdings ist Heteropteryx dilatata und deren unbeschriebene Schwesterart noch enger mit Haaniella erringtoniae verwandt.

## Terraristik
Die in den frühen 1990er Jahren aus dem Templer Park im malaiischen Perak eingeführten Tiere wurde zunächst unter dem Namen Haaniella muelleri in der Terraristik verbreitet. Erst der Vergleich mit den Typusexemplaren zeigte, dass es sich bei den gehaltenen Tieren um Haaniella erringtoniae handelt. Alle bis 2009 erschienenen Veröffentlichungen über die in Zucht befindlichen Tiere beziehen sich dadurch auf Haaniella erringtoniae.
Die Tiere bevorzugen Temperaturen von 22 bis 27 °C und eine hohe Luftfeuchtigkeit. Im Terrarium lassen sie sich problemlos mit Eichen- und Brombeerblättern ernähren. Zur Eiablage ist ein leicht feuchtes Substrat nötig, welches fünf bis zehn Zentimeter hoch den Boden des Terrariums bedecken sollte.
Haniella erringtoniae wird von der Phasmid Study Group unter der PSG-Nummer 112 geführt.

## Bilder

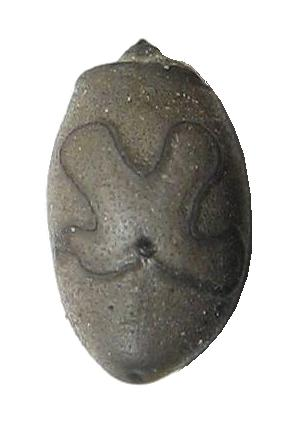
Ei
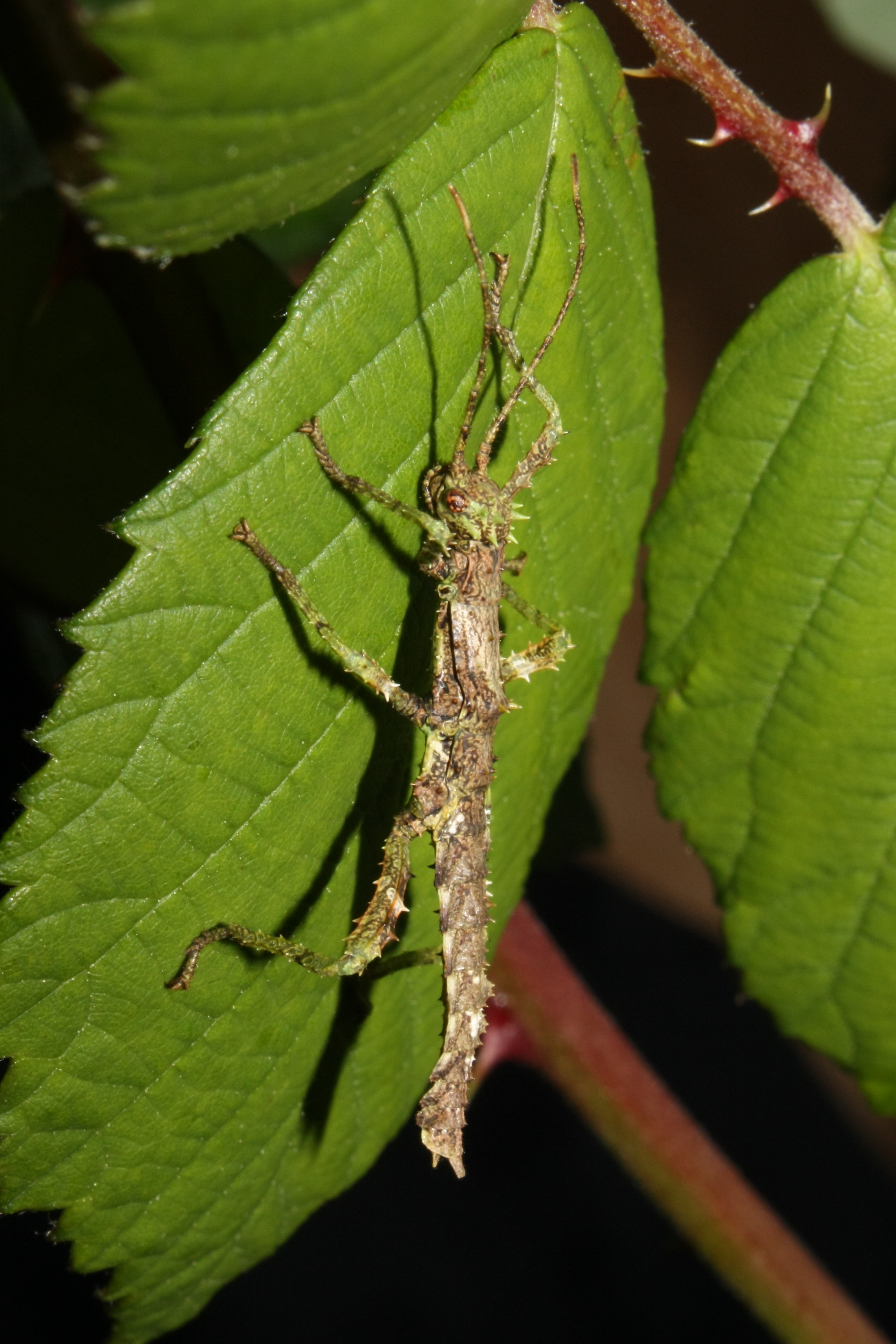
Frisch geschlüpfte Nymphe
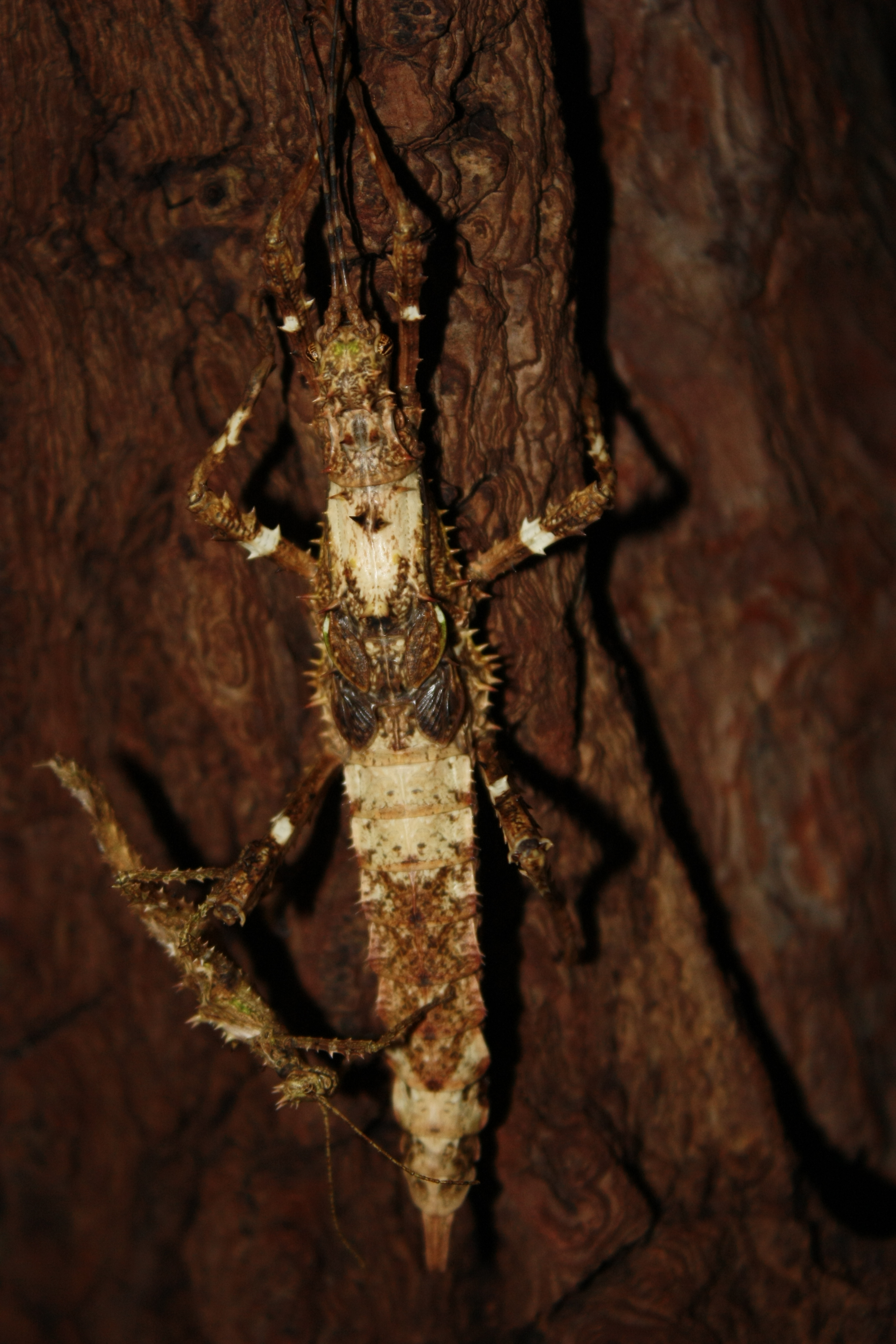
L2-Nymphe und subadultes Weibchen
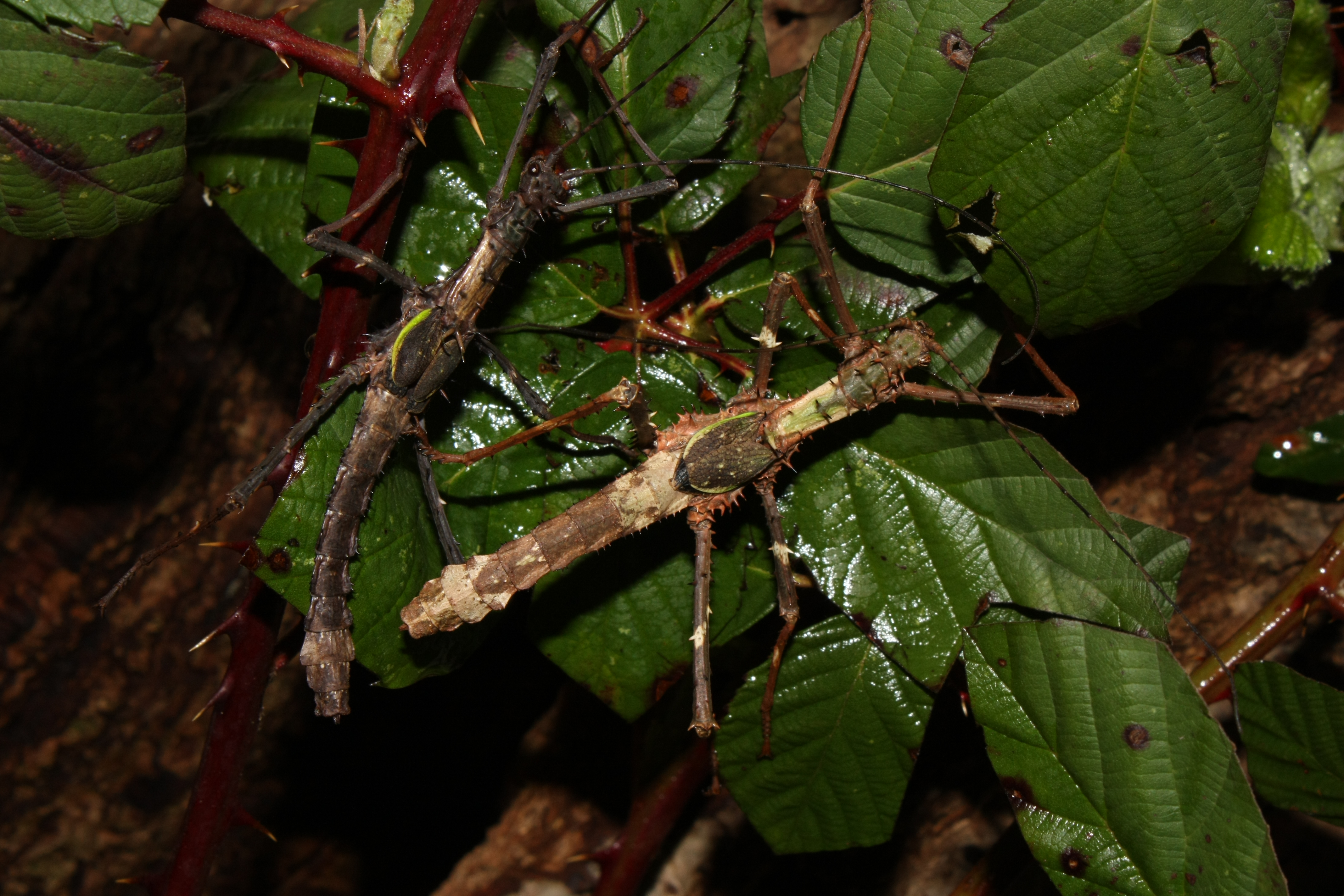
Unterschiedlich gefärbte Männchen